# Coursan
Coursan (okzitanisch Corçan) ist eine französische Kleinstadt mit 5762 Einwohnern (Stand 1. Januar 2022) im Département Aude in der Region Okzitanien. Sie gehört zum Arrondissement Narbonne und zum Gemeindeverband Le Grand Narbonne.

## Geografie
Coursan liegt am Unterlauf der Aude, sieben Kilometer nordöstlich des Stadtzentrums von Narbonne und etwa 13 Kilometer von der Mittelmeerküste entfernt.
Das tischebene Gemeindeareal umfasst einen Abschnitt des unteren Audetales und reicht im Norden bis an die Grenze zum Département Hérault. Das von zahlreichen Be- und Entwässerungsgräben durchzogene Gebiet der Gemeinde ist waldlos und wird vom Weinbau bestimmt.
Der alte Ortskern am rechten Ufer der Aude ist durch enge Gassen geprägt, südlich und östlich des Kerns wird die Bebauung lichter. Nördlich der Aude finden sich verstreute Höfe und Weingüter, von denen Ricardelle, Pontserme, Coutelle, Auriac du Bosc, Capsol, Prat du Raïs, Le Vié und Lastours namentlich benannt sind.
Coursan grenzt im Norden an Montels (Berührungspunkt) und Poilhes (Berührungspunkt), im Nordosten an Nissan-lez-Enserune, im Osten an Salles-d’Aude, im Südosten an Vinassan, im Südwesten an Narbonne sowie im Nordwesten an Cuxac-d’Aude.

## Geschichte
Der Name Coursan taucht zum ersten Mal im Jahr 1048 in den lateinischen und okzitanischen Aufzeichnungen der örtlichen Seigneurie auf, die dem Vicomte von Narbonne tributpflichtig waren. Die im nordwestlichen Stadtkern gelegene Rue des infidèles (Straße der Ungläubigen) stammt vermutlich aus der Zeit der Islamischen Expansion, als ein Gebietsstreifen um Narbonne bis zum Jahr 759 von den Umayyaden gehalten wurde.
Durch häufige Überschwemmungen war man gezwungen, die Deiche an der Aude ständig zu erhöhen und zu stabilisieren. So liegen heute die ufernahen Bereiche von Coursan unterhalb des Aude-Pegels. Darüber hinaus wurden zahlreiche Wehre und Entlastungskanäle angelegt, so der große Umfluter nördlich von Coursan.
Am 14. April 1907 kam es auch in Coursan zu Protesten gegen die Auswirkungen des Wein-Preisverfalls. Sie waren Teil der Winzerrebellion im Languedoc.

### Bevölkerungsentwicklung
Mit 5762 Einwohnern (1. Januar 2022) ist Coursan die siebtgrößte der 433 Gemeinden des Départements Aude.
| Jahr      | 1962 | 1968 | 1975 | 1982 | 1990 | 1999 | 2010 | 2021 |
| --------- | ---- | ---- | ---- | ---- | ---- | ---- | ---- | ---- |
| Einwohner | 3212 | 3366 | 3334 | 4021 | 5137 | 5241 | 6050 | 5751 |

Im Jahr 1800 wurde mit 1436 Bewohnern die bisher niedrigste Einwohnerzahl ermittelt. Die Zahlen basieren auf den Daten von cassini.ehess und INSEE.

## Sehenswürdigkeiten

### Kirche Notre-Dame
Nach dem Glockenturm ist der Chor der Kirche zweifellos das älteste Gebäude in Coursan. Aus einer kleineren Kirche hervorgegangen, stammt das heute noch erhaltene gotische Chorgewölbe aus dem 12. und 13. Jahrhundert. Es ähnelt dem Gewölbe der ehemaligen Abteikirche Notre-Dame de Lamourguier in Narbonne und dem in der Abtei Sainte-Marie de Fontfroide. Die Sakristei hinter dem Chor wurde Mitte des 18. Jahrhunderts, Kirchenschiff und Seitenkapellen Ende des 19. Jahrhunderts errichtet.
Die Kirche ist als Monument historique klassifiziert.

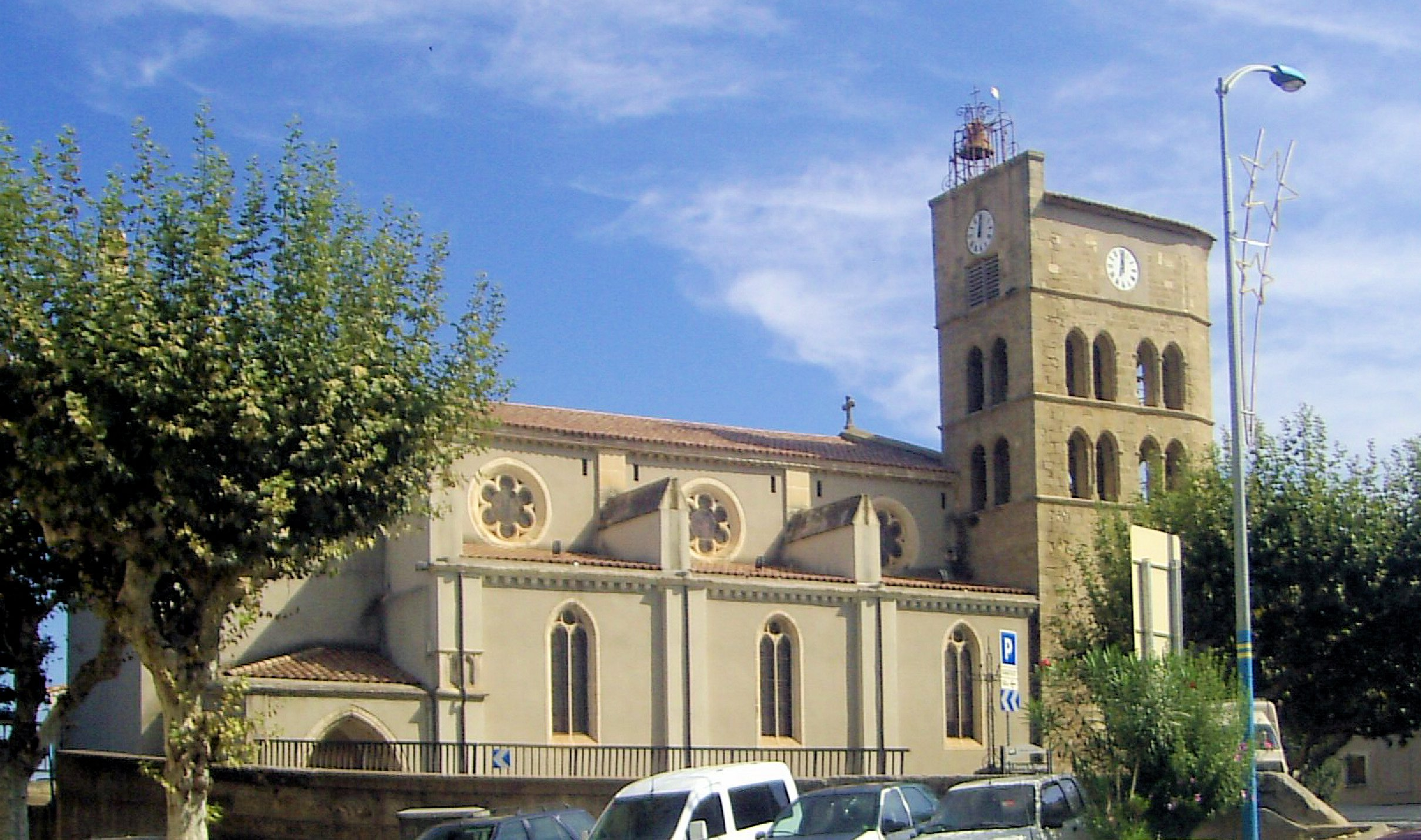
Notre-Dame, Südseite
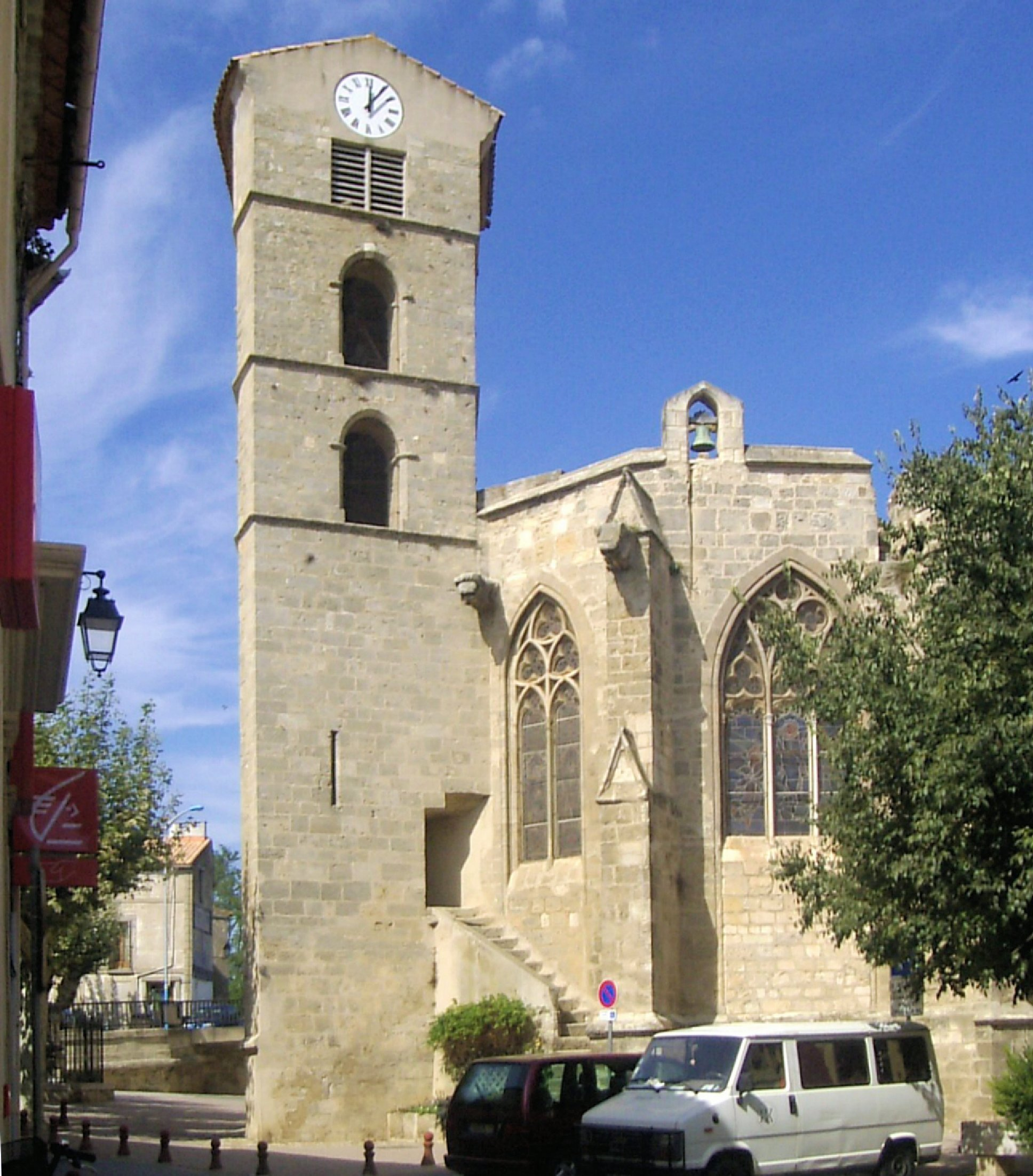
Notre-Dame, Ostseite

## Wirtschaft und Infrastruktur
Der Haupterwerbszweig in Coursan ist heute der Weinbau. Der um Coursan von 205 Winzern kultivierte Wein gehört zu keinem herkunftsgeschützten Weinbaugebiet. Die im Jahr 2000 gegründete Gemeinschaftskellerei S.C.V. La Cave de Coursan et d’Armissan erzeugt dennoch hochwertige sortenreine Weine, unter anderem Chardonnay, Sauvignon, Viognier, Colombard, Merlot, Cabernet Sauvignon, Cabernet Franc und Pinot. In der Gemeinde sind weitere 25 Landwirtschaftsbetriebe ansässig (Anbau von Getreide, Gemüse und Obst, Pferdezucht).
Coursan ist Standort einer Gendarmerie-Brigade, zweier Grundschulen (écoles primaires) und eines Collège.
Durch Coursan führt die parallel zur Autoroute A9 verlaufende Fernstraße von Béziers nach Narbonne, die in Coursan die Aude auf einer von Henri Gautier gebauten, 1690 fertiggestellten Steinbogenbrücke überquert. Der Bahnhof Coursan am Westrand des Ortskerns liegt an der Bahnstrecke Bordeaux–Sète und wird im Regionalverkehr mit TER-Zügen bedient.

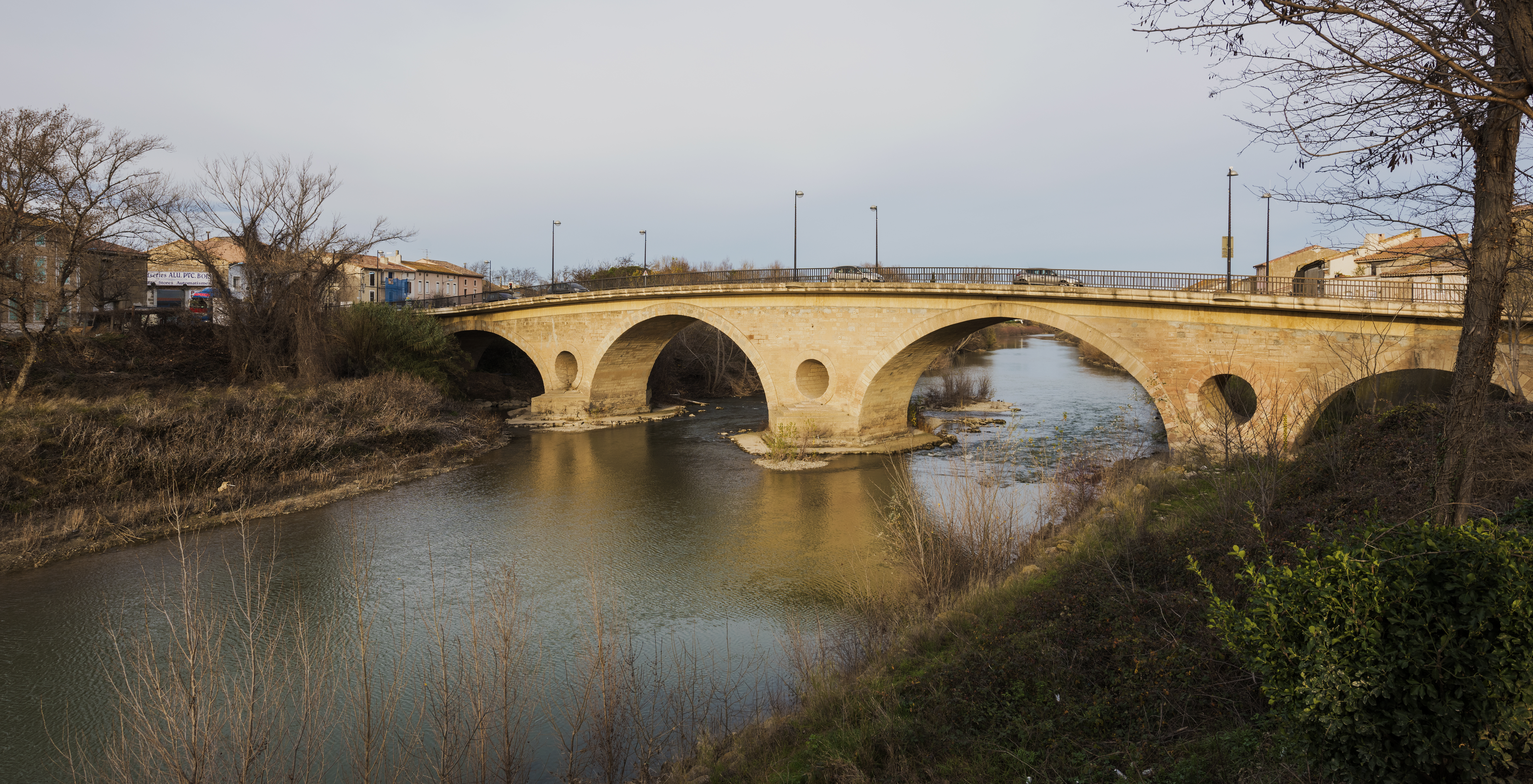
Steinbogenbrücke über die Aude
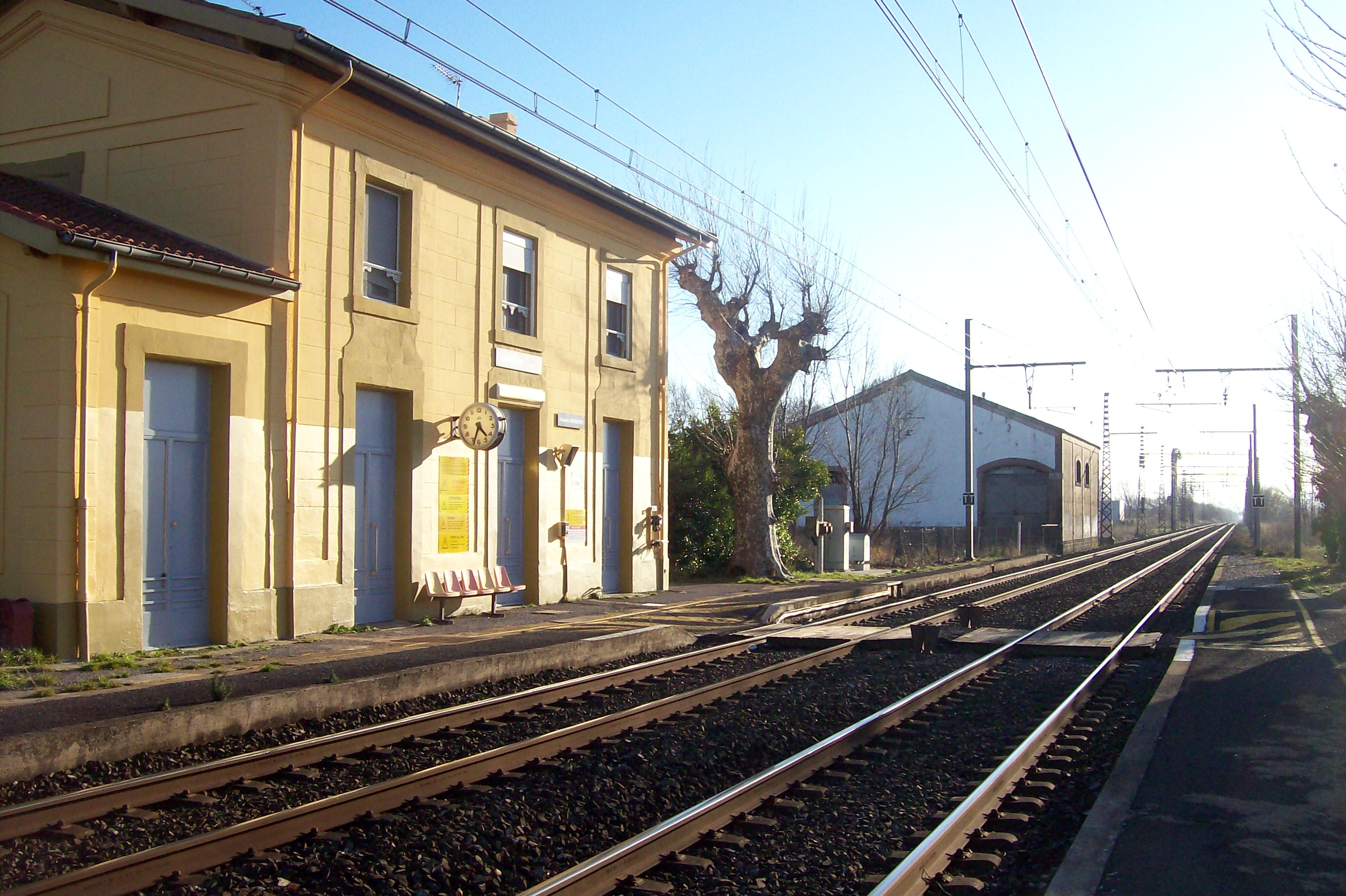
Bahnhof Coursan

## Persönlichkeiten
- Henry Fourès (* 1948), französischer Komponist, Musiker und Musikhistoriker

## Belege
1. ↑  Naissance de Coursan. (PDF; 757 kB) Archiviert vom Original (nicht mehr online verfügbar) am 19. April 2014; abgerufen am 29. Oktober 2011 (französisch).  Info: Der Archivlink wurde automatisch eingesetzt und noch nicht geprüft. Bitte prüfe Original- und Archivlink gemäß Anleitung und entferne dann diesen Hinweis.
2. ↑  Coursan auf cassini.ehess
3. ↑  Coursan auf INSEE.
4. ↑  L’église. (PDF; 498 kB) In: coursan.fr. Archiviert vom Original (nicht mehr online verfügbar) am 13. Oktober 2014; abgerufen am 29. Oktober 2011 (französisch).  Info: Der Archivlink wurde automatisch eingesetzt und noch nicht geprüft. Bitte prüfe Original- und Archivlink gemäß Anleitung und entferne dann diesen Hinweis.
5. ↑  Eintrag. In: Base Mérimée, einer Datenbank des französischen Kulturministeriums. Abgerufen am 29. Oktober 2011 (französisch).
6. ↑  Landwirtschaftsbetriebe und Winzer auf annuaire-mairie.fr (französisch)